# Diccionari de frases fetes i locucions
El diccionari de frases fetes i locucions recull la fraseologia d'un idioma. A vegades també hi inclou proverbis. Habitualment les entrades segueixen l'ordre alfabètic. Les frases fetes solen tenir un to col·loquial; per això es pot considerar que els diccionaris de frases fetes tenen un caràcter col·loquial.

## Estructura
La microestructura dels articles dels diccionaris de frases fetes pot incloure informació sobre la categoria gramatical, una descripció i exemple sobre els usos de l'expressió.
Exemple:
SOL (m.)
- El sol de mitjanit SD, sol que es veu sobre l'horitzó durant tota la nit a l'estiu a les regions polars (IEC)[3]

De viatge de noces van anar a Finlàndia a veure el de mitjanit.
- Fer un sol que bofega SV, fer un sol molt fort

Anirem a refrescar-nos al riu, que fa un sol que bofega